# Musikpsychologie
Musikpsychologie ist ein Teilgebiet der Musikwissenschaft, das sich der Erforschung der Musik, ihrer Wahrnehmung, ihres Erlebens und Verstehens mit psychologischen Methoden widmet. Sie hat sich von einem Teilgebiet der Systematischen Musikwissenschaft zu einer eigenständigen Fachdisziplin entwickelt. Sie bedient sich – wie die allgemeine Psychologie – unterschiedlicher Methoden und lässt sich in weitere Teilgebiete untergliedern.
Die wissenschaftlichen Aktivitäten auf diesem Gebiet werden durch nationale und länderübergreifende Fachgesellschaften koordiniert. Im deutschsprachigen Raum werden sie durch die 1983 gegründete Deutsche Gesellschaft für Musikpsychologie (DGM) repräsentiert, im englischsprachigen Raum durch die Society for Education, Music and Psychology Research (Sempre), die Society for Music Perception and Cognition (SMPC) und die Australian Music Psychology Society (AMPS). Auf europäischer Ebene wurde 1991 die European Society for the Cognitive Sciences of Music (ESCOM) gegründet.
Themen der Musikpsychologie sind die Wahrnehmung von Musik, die Musikalische Sozialisation, die Möglichkeit des Musikverstehens sowie der Musikproduktion als Komposition, Interpretation und Improvisation. Als angewandte Musikpsychologie leistet die Disziplin einen wichtigen Beitrag zur Betreuung von Musikern, was Aspekte wie Umgang mit Stress und Lampenfieber, Mentales Training, Konzentrationspraxis, Auftrittscoaching und Bühnenperformance beinhaltet.
Musikpsychologie grenzt an andere Teilgebiete der systematischen Musikwissenschaft, wie die Musikalische Akustik, Musikästhetik, Musiksoziologie, Musikpädagogik, Musiktherapie und Musikethnologie.

## Geschichte
Von Anbeginn der Menschheitsentwicklung dienen Musik und Tanz auch dem elementaren Ausdruck, der psychischen Entlastung und dem Hervorrufen bestimmter Emotionen. Schon in der Antike haben Philosophen und Wissenschaftler über die Wirkung von Musik nachgedacht – der antike Arzt Herophilos von Chalkedon beispielsweise stellte Messungen über den Zusammenhang von menschlichem Puls und Musik an. In der griechischen Musiktheorie wurden den verschiedenen Tonarten bestimmte Emotionen zugeschrieben, was die Art zu komponieren bestimmte. In der Renaissance und später im Barock bestand die Auffassung weiter, dass Musik eine Wirkung auf den Hörer habe, was in einer stark ausdifferenzierten Figurenlehre mündete. Wegen seiner hinterlassenen Schrift Wer ist musikalisch? bezeichnet der Chirurg, Musiker und Billroth-Biograf Ernst Kern den Chirurgen Theodor Billroth, der selbst ein hervorragender Klavierspieler und eng mit Johannes Brahms befreundet war, als „Begründer der Musikpsychologie“.
Der Terminus Musikpsychologie geht im deutschsprachigen Raum auf Ernst Kurth zurück, der ihn in seinem gleichnamigen Buch von 1931 in Abgrenzung zur Tonpsychologie von Carl Stumpf verwendete. Mit ihm begann eine Phase der Musikpsychologie, die mit Albert Wellek, Christian von Ehrenfels und der Würzburger Schule von der Gestaltpsychologie geprägt war und in Ergänzung zu experimentellen Untersuchungen die Bedeutung der Introspektion zur Erforschung musikalischer Phänomene betonte. Ihr Schwerpunkt war die Wahrnehmung von Musik mit dem Versuch der Darstellung universeller Gesetzmäßigkeiten im Hören, einschließlich der Phänomene des absoluten Gehörs und der Synästhesien. In der englischsprachigen Literatur griff Carl E. Seashore den Begriff auf, der mit seinem Buch Psychology of Music von 1938 erstmals auch Fragen der musikalischen Begabung und der Aufführungspraxis in das neue Fachgebiet einbezog. Parallel gab es auch innerhalb der Psychoanalyse ein Interesse an musikpsychologischen Fragestellungen, die sich seit 1910 zunächst in einzelnen Aufsätzen niederschlug.
In den 1970er Jahren erschienen im deutschsprachigen Raum erste Sammelwerke zum musikalischen Verhalten und Erleben, die von einem ganzheitlichen Denken geprägt waren. Mit der Kognitiven Wende in der behavioristischen Psychologie waren seit den 1980er Jahren verstärkt Forschungen zu finden, die vom Paradigma des Kognitivismus ausgingen, was sich sowohl in den Forschungsmethoden niederschlug als auch in der stärkeren Einbeziehung der Frage des musikalischen Lernens. Dadurch entstand eine engere Verbindung zur Musikpädagogik, wie durch die hinzukommenden neuropsychologischen Forschungsansätze eine interdisziplinäre Verknüpfung zur Musikmedizin zu verzeichnen war.
Konkrete Anwendung fand die Musikpsychologie seit den 1970er Jahren durch die leichtere Verfügbarkeit von Musik durch die technischen Medien und damit verbundenen Fragestellungen zur direkten Beeinflussung von Menschen durch Musik zu kommerziellen Zwecken. Musik in der Werbung, im öffentlichen Raum, in Film und Videoclips, zur Entspannung oder Aktivierung wurden, teilweise mit der konkreten Zielsetzung einer manipulativen Verwendbarkeit, zum Thema zahlreicher Untersuchungen.

## Musikwahrnehmung
Ein Grundlagengebiet der Musikpsychologie beschäftigt sich mit der Wahrnehmung von Musik, ihren psychoakustischen, physiologischen, psychologischen und neurowissenschaftlichen Voraussetzungen.

## Musikverarbeitung im Gehirn
Musizieren ist für das menschliche Gehirn eine herausfordernde Tätigkeit. Komplexe Bewegungsabläufe müssen koordiniert und mit auditiven, somatosensorischen und visuellen Reizen abgestimmt werden. Aus dem Langzeitgedächtnis werden musikalische und sensorische Informationen abgerufen. Gleichzeitig muss der gesamte musikalische Prozess während des Tuns im Arbeitsgedächtnis geplant werden. Um durch Musik Emotionen zu vermitteln, ist auch die Aktivierung der limbischen Hirnregion erforderlich. Bei professionellen Musikern konnte eine nachhaltige Beeinflussung der Gehirnstruktur festgestellt werden. Die Verbindung beider Gehirnhälften ist stärker ausgeprägt, als bei nicht musizierenden Menschen.
Beim Hören von Musik werden ebenfalls viele Prozesse im menschlichen Gehirn aktiviert. Das Gehörte wird im semantischen Gedächtnis und im Emotionszentrum verarbeitet. Die Wahrnehmung und Speicherung von Musik im Gehirn beginnen früh. Bei einem Experiment der Keele University in Großbritannien konnte nachgewiesen werden, dass bereits Ungeborene im Mutterleib Musik wahrnehmen können. Musikhören ist ein vielschichtiger Vorgang, der nicht eindeutig einer der beiden Gehirnhälften zugeordnet werden kann. Ein eigenständiges Areal der Musikverarbeitung im Gehirn konnte bis jetzt nicht identifiziert werden. Belegt ist jedoch ein Unterschied des Hörens zwischen professionellen Musikern und Laien.

## Musikalische Begabung
Musikalische Begabung wird auch „Musikalität“ genannt. Die Frage, was musikalische Begabung ist, wie sie gemessen werden kann und ob und wie sie gefördert werden kann, wird seit etwa hundert Jahren wissenschaftlich untersucht. Heute wird sie in den umfassenderen Zusammenhang der musikalischen Entwicklung gestellt. Sie betrifft gleichermaßen die Musikpsychologie und die Musikpädagogik. Während das Schwergewicht der Forschung und Förderung zunächst auf Menschen jüngeren Alters lag, kommt im Zusammenhang der Musikgeragogik auch die Frage auf, wie sich musikalische Begabung im Alter weiterentwickelt.

### Testverfahren
Im Rahmen der musikalischen Begabungsforschung wurden seit Anfang des 20. Jahrhunderts wissenschaftlich fundierte Tests zur Musikalität entwickelt. Ein relativ bekanntes Beispiel ist der Test „Musical Aptitude Profile“ von Edwin E. Gordon aus dem Jahr 1965. Der relativ aufwendige Test ist in die folgenden drei Bereiche unterteilt: tonales Vorstellungsvermögen (Melodie und Harmonie), rhythmisches Vorstellungsvermögen (Tempo und Metrum) und musikalische Urteilsfähigkeit (Phrasierung, Ausgeglichenheit, Stil).
Ein weiterer bekannter Test für die musikalische Begabung bei Kindern wurde von Arnold Bentley 1966 veröffentlicht. Bentleys Musikalitätstest ist ein Gruppentest, der von Lehrern in der praktischen Schularbeit mit sieben- bis vierzehnjährigen Kindern eingesetzt werden soll. Komponenten wie Unterscheidungsfähigkeit für Tonhöhe, des Ton- und Rhythmusgedächtnisses sowie die Fähigkeit, Akkorde zu analysieren bzw. zu bestimmen, sollen mit diesem Test von Bentley bestimmt werden können.
Der „Wiener Test für Musikalität“ aus dem Jahr 2004 von Vanecek/Preusche/Längle ist nach Angaben der Herausgeber der erste computerbasierten Musikbegabungstest für Kinder im Vor- und Volksschulalter. Er gliedert sich in zwei Bereiche: den sogenannten „Längle-Test“ zur Messung der Tonhöhenunterscheidung und den „Wiener-Walzer-Test“ zur Messung des Erkennens von Rhythmusverschiebungen innerhalb eines Taktes.

## Musikalische Präferenzen
Ein weiterer Forschungsschwerpunkt gilt den Fragen der musikalischen Präferenzen und des Musikgeschmacks vor allem im Hinblick auf die Musikrezeption. Sie wurden im Hinblick auf unterschiedliche Altersgruppen und Kohorten (Kinder, Jugendliche, alte Menschen) ebenso untersucht wie im Hinblick auf die Abhängigkeit von sozialer Schicht, Bildung und Zugehörigkeit zu gesellschaftlichen Gruppen. Ihre Anwendungsgebiete liegen u. a. in der Auswahl der Musikprogrammen der Rundfunkanstalten und in den Bereich der Musikpädagogik und Musikgeragogik.
Methodisch kommen bei der Erforschung der musikalischen Präferenzen strukturierte Interviews, Befragungen, teilweise mit dem Anspielen musikalischer Beispiele, korrelative statistische Verfahren und Clusteranalysen zur Anwendung.

## Musikerpersönlichkeit
In Anlehnung an die Persönlichkeitspsychologie oder Charakterkunde untersuchen Forschungen zur Musikerpersönlichkeit überdauernde, differenzierende Merkmale von Musikern, individuell oder vergleichend im Sinne einer Typisierung. Die Forschung ist zumeist auf professionelle Musiker ausgerichtet, sowohl auf Komponisten als auch auf ausübende Musiker. Überdauernde Dispositionen stehen dabei der situativen Identität gegenüber. Differenzierend wird der Frage nachgegangen, ob sich unterschiedliche Musikerberufe bestimmten Charaktermerkmalen zuordnen lassen oder diese hervorbringen, wie dies häufig in Musikerwitzen über den Typus des Blechbläsers, des Bratschisten oder des Schlagzeugers zum Ausdruck kommt. Untersucht wurde z. B. die besondere psychologische Beziehung zwischen Musiker und seinem Instrument.
Berührt sind Fragen der Leistungsfähigkeit, des sozialen Verhaltens, des Geschlechts, des Neurotizismus, der Krankheitsanfälligkeit und des Selbstkonzeptes. Anwendungsbereiche sind z. B. der jeweils persönlichkeitsspezifische Umgang mit Stress und Lampenfieber sowie im Übergang zur Musikermedizin auch die Fragen der Erkrankungsanfälligkeiten in Abhängigkeit von Persönlichkeit und beruflicher Belastung.
Individuelle Studien sind auf die Beschreibung und Analyse der Persönlichkeit einzelner herausragender Musikerpersönlichkeiten ausgerichtet, die sich teilweise mit der musikalischen Biografik und dem Gebiet der Historischen Musikwissenschaft überschneiden.

## Tiefenpsychologie
Tiefenpsychologische Ansätze in der Musikpsychologie befassen sich mit Fragen des Musikerlebens und -verhaltens unter Einbeziehung unbewusster Prozesse sowie vor dem Hintergrund ihrer jeweiligen Grundannahmen, wie denen der Gestaltpsychologie, der Morphologischen Psychologie und der Psychoanalyse.
In der Psychoanalyse kommen neben den frühen triebpsychologischen Ansätzen seit den 1950er Jahren mit den Aufsätzen Heinz Kohuts zum Musikgenuss von 1950 und zu den psychologischen Funktionen von Musik von 1957 und Theodor Reik (1953) vor allem die Weiterentwicklungen des psychoanalytischen Diskurses im Verständnis und der Interpretation musikalischer Vorgänge zum Zuge, wie u. a. die Ich-Psychologie und die Selbst- und Objektbeziehungstheorien, die französische Schule um Jacques Lacan, der tiefenhermeneutische Ansatz Alfred Lorenzers und die Analytische Psychologie nach Carl Gustav Jung.
Spezielle Themenstellungen widmen sich aus psychoanalytischer Perspektive der Bedeutung der Filmmusik oder deuten einzelne Werke aus.
Seit 2009 veranstaltet die Deutsche Gesellschaft für Musik und Psychoanalyse jährliche Symposien zu Themen aus dem Schnittfeld von Musik und Psychoanalyse. Sie gingen aus den Coesfelder Symposien Musik & Psyche der Arbeitsgruppe Musik und Psyche hervor, die von 2001 bis 2008 in Coesfeld stattfanden.

## Periodika
Seit 1973 erscheint die englischsprachige Zeitschrift Psychology of Music. Sie veröffentlicht zu musikpsychologischen Themen wie dem musikalischen Hören, der Aufführungspraxis, musikalischen Schaffensprozessen, der Analyse, dem musikalischen Lernen und Lehren sowie Studien aus dem Bereich der angewandten Sozialforschung, der Entwicklungspsychologie und der Musiktherapie. Ein Schwerpunkt liegt auf der Schnittstelle zwischen Musikpsychologie und Musikpädagogik.
Seit 1984 erscheint die Reihe Jahrbuch Musikpsychologie der Deutschen Gesellschaft für Musikpsychologie. Die Reihe wurde Klaus-Ernst Behne, Günter Kleinen und Helga de la Motte-Haber gegründet. Unter Einbeziehung der Themen der Jahrestagungen veröffentlicht sie Fachbeiträge in deutscher und englischer Sprache. Seit 2018 erscheinen die einzelnen Beiträge vorab als OpenAccess-Publikation und werden jährlich als Buch Buchpublikation zusammengefasst.